# Хефтван
Хефтва́н (перс. هفتوان‎) — населённый пункт сельского типа на северо-западе Ирана, в провинции Западный Азербайджан. Входит в состав шахрестана Сельмас.

## География
Населённый пункт находится в центральной части Западного Азербайджана, к югу от города Сельмас, к северу от реки Золачай, на высоте 1392 м над уровнем моря.
Хефтван расположен на расстоянии приблизительно 70 км к северо-северо-западу от Урмии, административного центра провинции и на расстоянии 630 км к северо-западу от Тегерана, столицы страны. Ближайший аэропорт расположен в городе Хой.

## Население
По данным переписи 2006 года численность населения составляла 6313 человек.